# Bulbophyllum lasioglossum
Bulbophyllum lasioglossum är en orkidéart som beskrevs av Robert Allen Rolfe och Oakes Ames. Bulbophyllum lasioglossum ingår i släktet Bulbophyllum och familjen orkidéer. Inga underarter finns listade i Catalogue of Life.